# Fort Nassau (Guyana)

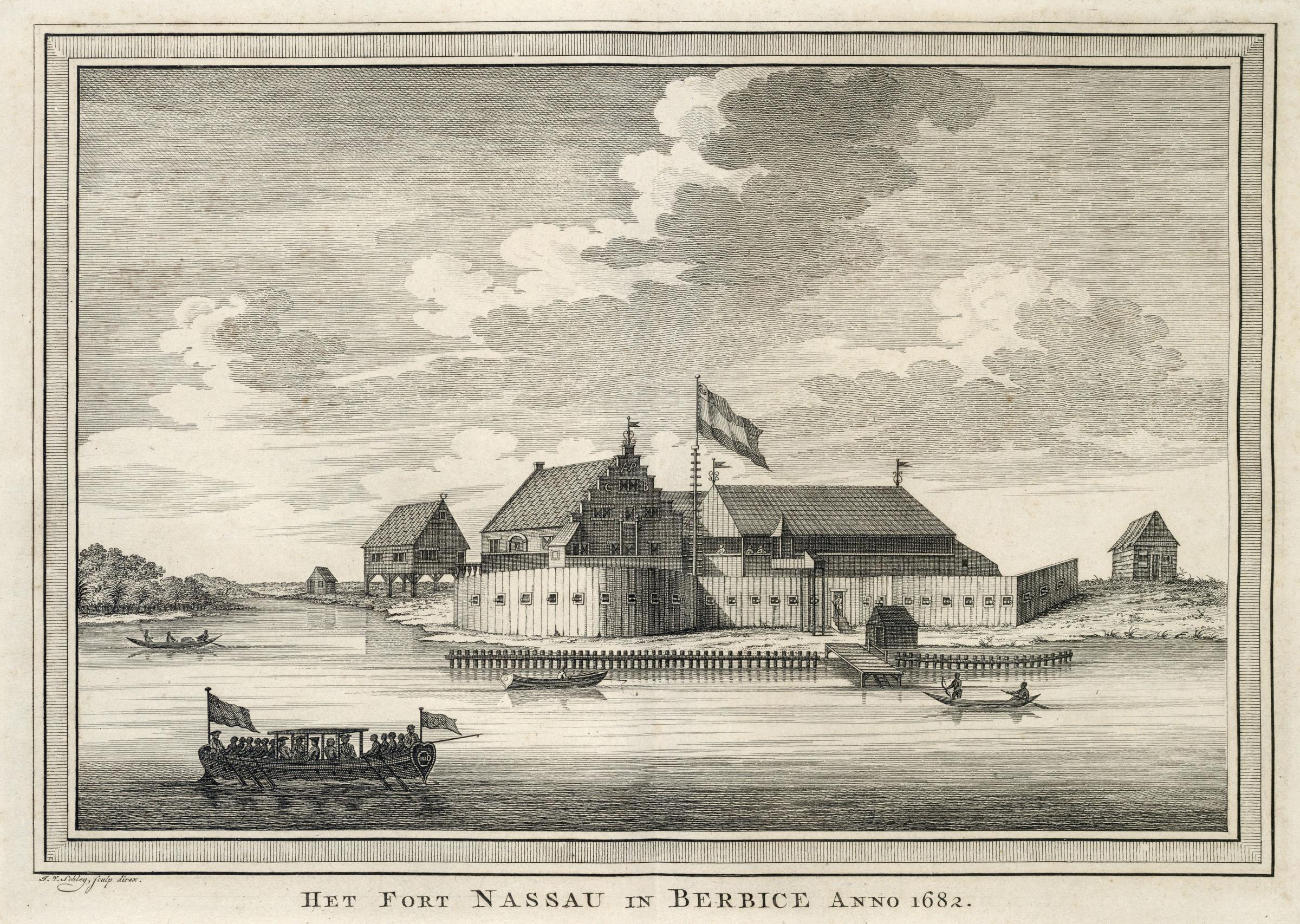
Houtgravure van het fort

Fort Nassau is een voormalig Nederlands fort gelegen aan de Berbice; het was de vroegere hoofdstad van de kolonie Berbice tijdens de Republiek der zeven verenigde Nederlanden. Het eerste fort is gebouwd in 1627. Deze kolonie werd gesticht door de Zeeuwse koopman Abraham van (de) Peere. Berbice ligt in Oost-Guyana.
In 1627 werd Fort Nassau opgericht als Nederlandse handelspost. Het lag ongeveer 88 kilometer van de monding van de rivier de Berbice. Het fort werd eerst particulier beheerd door de familie Van Pere, onder leiding van Abraham Van Pere, directeur van de Kamer Zeeland van de West-Indische Compagnie opgericht in 1621. Het fort had een bescheiden omvang en was gemaakt van hout.
Omstreeks 1630 verhuisde het fort zo'n acht kilometer dichter naar de kust. Hier kwam een nieuw fort met aarden wallen en houten palissade. In 1678 en 1684 werd het fort aangepast en uitgebreid door Lucas Coudrie. In het midden van het fort stond een stenen huis dat werd gebruikt voor het bestuur en ook dienst deed als kerk.
In 1712 werd het fort door Franse troepen verwoest. Het fort werd herbouwd, ook het dorp rondom het fort groeide en kreeg de naam Nieuw-Amsterdam. In 1720 raakte het fort uit handen van de familie Van Pere en ging over naar de Sociëteit van Berbice. Tijdens de slavenopstand van Berbice van 1763 werden het fort en het dorp definitief verwoest. Het bestaande kleine Fort Sint-Andries bij de monding van de Berbice werd uitgebreid en versterkt. Het nieuwe dorp bij het fort kreeg weer de naam Nieuw-Amsterdam en werd ook de nieuwe residentie van de gouverneur. De plaats Nieuw-Amsterdam bestaat nog steeds onder die naam.
Er resteert weinig meer van Fort Nassau, slechts delen van de fundering zijn nog zichtbaar. De resten van het fort en de directe omgeving zijn in 1999 tot monument verklaard en wordt beheerd door de National Trust of Guyana.